# Аријарат V
Аријарат V Филопатор (грч. Ἀριαράθης Εὐσεβής Φιλοπάτωρ) је био краљ Кападокије од 163. п. н. е. до 130 (126) п. н. е.

## Порекло
Син је краља Кападокије Аријарата IV и селеукидске принцезе Антиохије, ћерке Антиоха III Великога. Његова мајка Антиохија у почетку брака са његовим оцем Аријаратом IV није имала деце, па му је због тога подметнула два лажна сина: Аријарата и Ороферна. Међутим касније је престалка да буде јалова, па је родила две ћерке и Аријарата V, који се тада називао Митридат.

## Краљ Кападокије
Према Ливију био је образован у Риму, али постоји могућност да га је Ливије заменио са његовим подметнутим братом. Према Еузебију школовао се у Атини, где је изгледа постао пријатељ будућега краља Пергама Атала II Филаделфа. Према Диодору био је посвећен филозофији, па је Кападокија тога времена постала место где су долазили многи учени људи. Наследио је свога оца 163. п. н. е., када је постао краљ Кападокије. Одмах по доласку на власт обновио је пријатељство и савез са Римом, па је сматрао да му је краљевина обезбеђена стеченом наклоношћу Римљана. Јерменски краљ Артаксија I му је предложио да поделе Софену дуж горњега Тигра, али он је на трон Софене поставио марионетскога краља Митробузана. Птолемеј од Комагене покушао је да освоји каподокијски град Мелиту, али Аријарат га је успешно одбио. Упутио је и посланике селеукидском регенту Лисији, од кога је тражио посмртне остатке мајке и сестре, које су убијене у Антиохији. Није износио оптужбе против починилаца злочина, да не би наљутио Лисију.

## Губитак трона и поновни повратак на власт
Селеукидски краљ Деметрије I Сотер понудио је Аријарату да се ожени Деметријевом сестром Лаодиком V, удовицом македонскога краља Персеја. Аријарат није желео да разочара Рим, па је одбио то венчање. Одбијање је разљутило Деметрија I Сотера, који је након консолидације власти у Сирији тражио начин да поврати контролу над изгубљеним селеукидским територијама. Почео је да напада суседе и шири територију. Подржао је Аријаратова подметнутога брата Ороферна у његовим напорима да се домогне кападокијскога трона. Аријарат је до тада уживао подршку таста Еумена II, али Еуменова смрт ослабила је Кападокију и Аријарата. Аријарат је 159/158. п. н. е. био лишен трона и побегао је у Рим, где је онда тражио подршку. У Рим су стигли Деметријеви и Орофернови представници да би се одбранили од Аријаратових оптужби. Римљани су вратили Аријарата на власт, али по њиховој одлуци Ороферн и Аријарат је требало да заједно владају. Заједничка власт није дуго трајала пошто је Аријарат уз Аталову II подршку постао једини владар Кападокије.

## Учешће у ратовима на страни Пергама
Током 154. п. н. е. помагао је Аталу II, краљу Пергама, у његовом рату са битинијским краљем Прусијом II. Свога сина Деметрија послао је на челу војске, која је дошла Аталу у помоћ. Аталу у помоћ стигао је и Митридат IV од Понта, краљ Понта, а Римљани су неуспешно покушали да посредују. Због Прусијине непослушности вршили су притисак на разне градове да раскину савез са Прусијом и да пређу Аталу. Аријарат је током 152. п. н. е. заједно са Птолемејем VI Филометором и Аталом II помагао да се узурпатор Александар Бала домогне селеукидскога трона и да свргне Деметрија I Сотера.

## Погибија
Учествовао је у рату, који је Рим водио против пергамскога краља Еумена III (Аристоника ). Погинуо је 130. п. н. е. у томе рату. Римљани су због његових заслуга у томе рату Кападокији припојили Ликаонију и Киликију. Био је ожењен Нисом од Каподокије, ћерком Фарнака I од Понта и са њом је имао шесторо деце. Ниса је желела да контролише власт као регент, па је са изузетком Аријарата VI побила сву своју децу. Народ је њу касније убио због њене суровости, а круну је наследио једини преживели син Аријарат VI.